# Emmonsita
L'emmonsita és un mineral de la classe dels òxids. Va ser anomenada en honor de Samuel Franklin Emmons (1841-1911).

## Característiques

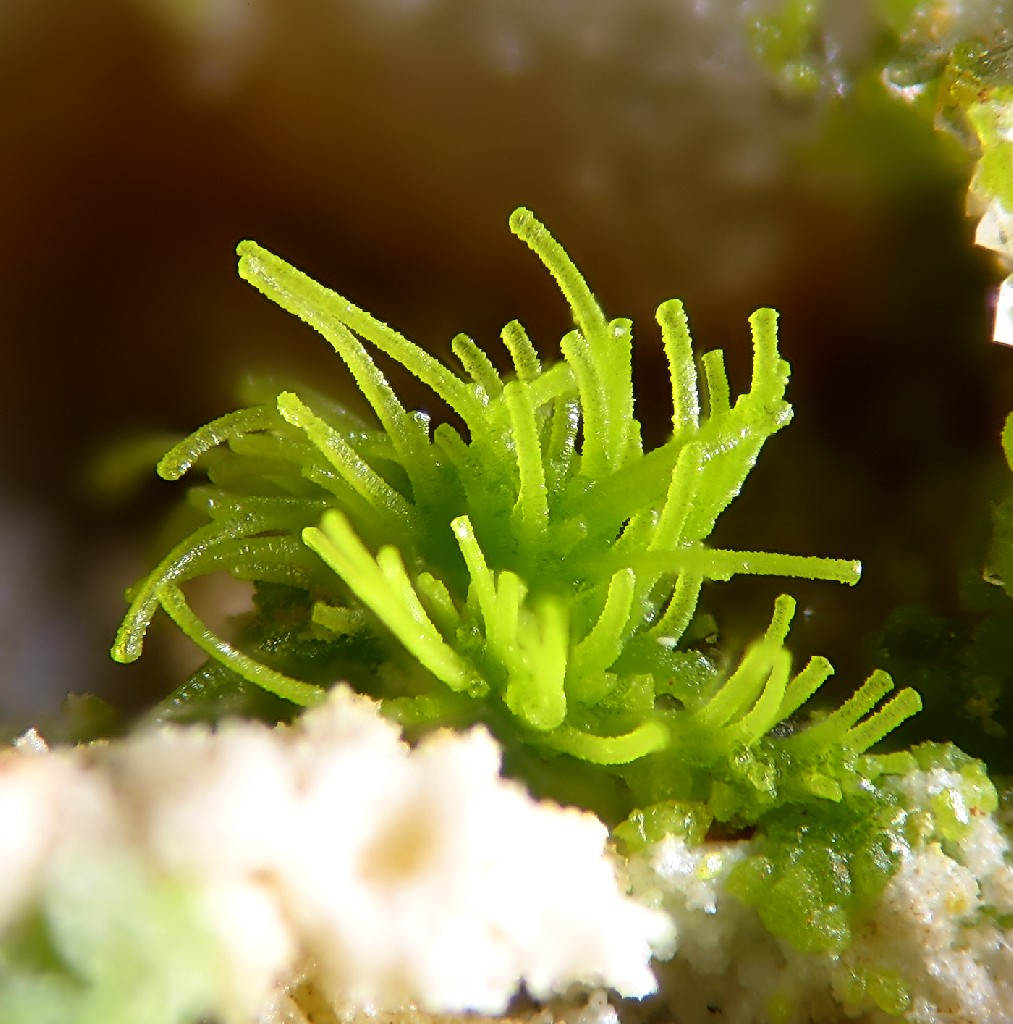
Ramell de cristall d'emmonsita trobada a la mina Moctezuma (amplada de la imatge: 3 mm)

L'emmonsita és un òxid de fórmula química Fe³⁺₂(Te⁴⁺O₃)₃(H₂O)₂. Cristal·litza en el sistema triclínic. Els seus cristalls són prims, d'escatats a filamentats, de fins a 5 mm, en rosetes i ramells; també es pot trobar en agregats fibrosos globulars i crostes. La seva duresa a l'escala de Mohs és 5.
Segons la classificació de Nickel-Strunz, l'emmonsita pertany a «04.JM - Tel·lurits sense anions addicionals, amb H₂O» juntament amb els següents minerals: keystoneïta, kinichilita, zemannita, blakeïta, graemita, teineïta.

## Formació i jaciments
L'emmonsita és un producte d'alteració format a partir de minerals anteriors de tel·luri en la zona d'oxidació d'alguns dipòsits hidrotermals de metalls preciosos. Va ser descoberta a Tombstone, al comtat de Cochise (Arizona, Estats Units). També ha estat descrita a Austràlia, Espanya, altres indrets dels EUA, Honduras, el Japó, Mèxic, Xile i la Xina.
Sol trobar-se associada a altres minerals com: tel·luri natiu, tel·lurita, rodalquilarita, mackayita, sonoraïta, cuzticita, eztlita, or natiu i pirita.